# Zalesie Śląskie

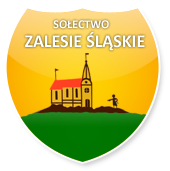
Nieoficjalny herb wsi Zalesie Śląskie

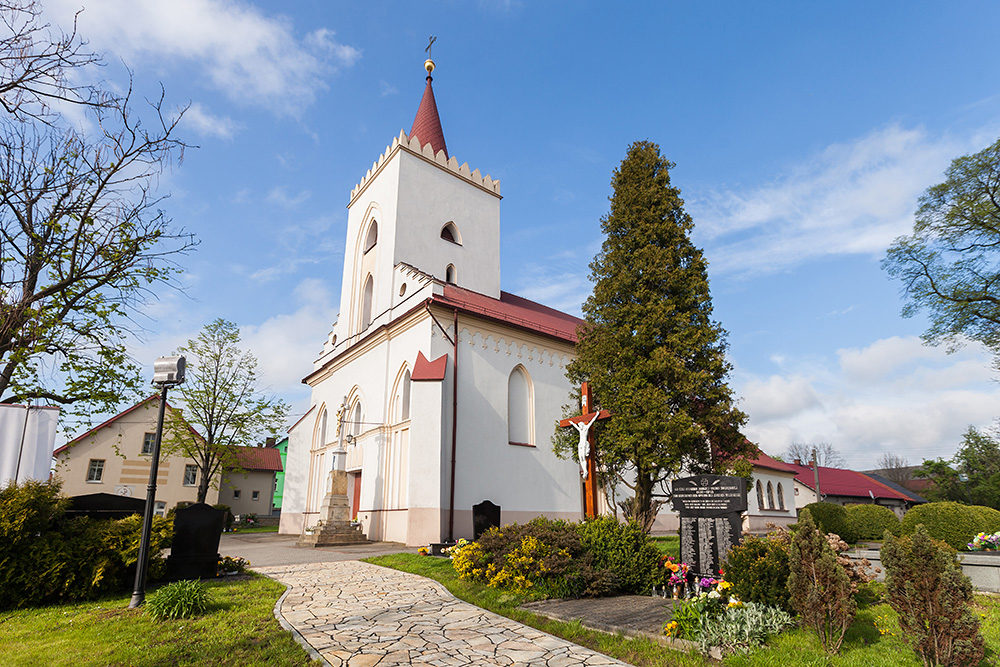
Kościół parafialny

Zalesie Śląskie (niem. Salesche) – wieś w Polsce położona w województwie opolskim, w powiecie strzeleckim, w gminie Leśnica. Historycznie na Górnym Śląsku.
Od 1950 miejscowość znajduje się w województwie opolskim.
Zalesie Śląskie leży na wschód od Leśnicy.

## Historia
Miejscowość została po raz pierwszy wzmiankowana w dokumencie z 1223 roku jako „Zalese”. Przyznano wówczas klasztorowi w Czarnowąsach prawo pobierania dziesięciny z Zalesia. W 1223 istniał w Zalesiu drewniany kościół. Później zbudowano kościół murowany, z którego gotyckie prezbiterium z około 1400 roku zachowało się do dzisiaj. Kościół ten był przebudowywany w latach 1812–1815 przez Karola Heintze z Ujazdu.
Nazwa miejscowości w różnych dokumentach na przestrzeni wieków różnie była pisana. W 1376 Zalesie jest wzmiankowane jako „Zales”. W 1418 roku – „Zalis” podobnie w 1475 roku w łacińskich statutach Statuta Synodalia Episcoporum Wratislaviensium. Notowana w 1534 roku - „Sales”, w 1571 roku – „Zalesny”, w 1581 roku – „Zaless”, w 1757 roku – „Zaleze”, w 1845 roku – „Salesche” i „Zalesie”. W latach 1935–1945 wioska nosiła urzędową nazwę Gross Walden.
Od 1783 Zalesie posiada własną szkołę. W 1934 roku wybudowano w Zalesiu dworzec kolejowy na nowej linii kolejowej łączącej Kędzierzyn-Koźle ze Strzelcami Opolskimi. Dzisiaj jest to połączenie kolejowe zamknięte. Na terenie wsi odkryto znaczną liczbę (ponad 7000) srebrnych monet w glinianym naczyniu, pochodzą one prawdopodobnie z 1278 roku.

### Plebiscyt i powstanie
W 1910 roku 1530 mieszkańców mówiło w języku polskim, 5 w językach polskim i niemieckim, natomiast 49 osób posługiwało się jedynie językiem niemieckim. W wyborach komunalnych w listopadzie 1919 roku 243 głosy oddano na kandydatów z list polskich, którzy zdobyli łącznie 7 z 12 mandatów. Podczas plebiscytu we wsi uprawnionych do głosowania było 1003 mieszkańców (w tym 96 emigrantów). Za Polską głosowało 606 osób, za Niemcami 367 osób. Miejscowość była silnym ośrodkiem polskiego życia narodowego w powiecie strzeleckim. W 1919 r. mieszkańcy założyli tu oddział Towarzystwa Gimnastycznego „Sokół”, a także Polską Organizację Wojskową Górnego Śląska.
W Zalesiu Śląskim toczyły się walki w ramach III powstania śląskiego. 5 maja 1921 roku wieś został zdobyta przez baon strzelecki Pawła Dziewiora z Podgrupy "Harden". W ramach Bitwy o Górę św. Anny w dniach 21-23 maja o miejscowość toczyły się ciężkie walki. Po stronie powstańców zaangażowany był głównie baon rybnicki Musioła, przy wsparciu części sił pułku zabrskiego Pawła Cymsa, a następnie przez pododdziały pułku katowickiego Rudolfa Niemczyka, wspomagane przez samochód pancerny Roberta Oszka. Ostatecznie wieś została zdobyta przez Niemców 4 czerwca, co otworzyło im drogę na Sławięcice, Kędzierzyn i zagłębie przemysłowe.
Na lokalnym cmentarzu znajduje się mogiła powstańcza. Widnieje na niej napis: "WIECZNA CHWAŁA BOHATEROM POLEGŁYM W POWSTANIU ŚL. POD GÓRĄ ŚW. ANNY W ROKU. 1921. GULA I INNI". 

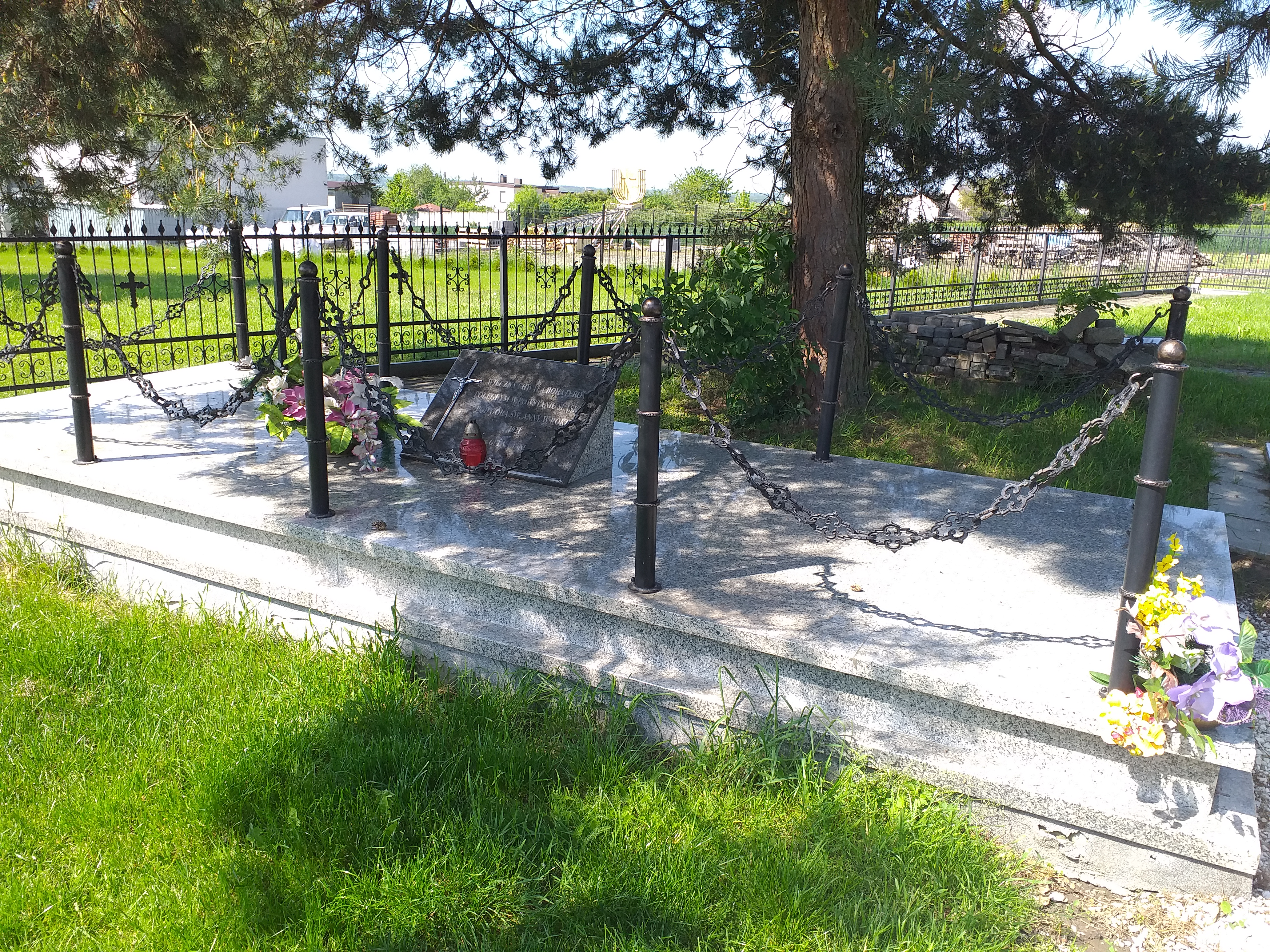
Mogiła powstańców śląskich na cmentarzu w Zalesiu Śląskim

## Liczba mieszkańców Zalesia Śląskiego
- 1845: 1.100 mieszkańców
- 1910: 1.584
- 1996: 1.468
- 2005: 1.363
- 2006: 1.348
- 2007: 1.319
- 2008: 1.291
- 2009: 1.289
- 2024: 1.056

## Zabytki
Do wojewódzkiego rejestru zabytków wpisany jest:
- kościół par. pw. św. Jadwigi Śląskiej, z poł. XIV w., l. 1812-15.